# جد جونسون
جد جونسون (بالإنجليزية: Jed Johnson (Oklahoma))‏ (و. 1888 – 1963 م)هو سياسي، ومحامي، وقاضي من الولايات المتحدة الأمريكية . ولد في وكساهاتشي، تكساس . تولى منصب عضو مجلس الشيوخ الأمريكي .
وهو عضو في الحزب الديمقراطي الأمريكي .
توفي في مدينة نيويورك .

## التعليم
تعلم في جامعة أوكلاهوما.